# ONE (Organisation)
ONE ist eine amerikanische, überparteiliche und international agierende Lobby- und Kampagnenorganisation, die sich für die Bekämpfung extremer Armut und vermeidbarer Krankheiten einsetzt. Regionaler Schwerpunkt der Arbeit sind afrikanische Länder südlich der Sahara.
Anders als die überwiegende Mehrzahl entwicklungspolitischer Nichtregierungsorganisationen konzentriert sich ONE ausschließlich auf politische Arbeit. Die Organisation betreibt selbst keinerlei Projekte der Nothilfe oder Entwicklungszusammenarbeit, sondern setzt sich insbesondere gegenüber den G7-Staaten dafür ein, die strukturellen Entwicklungshemmnisse ärmerer Länder abzubauen.
Hauptsitz der Organisation ist Washington, D.C., Europazentrale ist London. Weitere Büros befinden sich in Berlin, Brüssel, Paris, Abuja und Johannesburg. Das Deutschland-Büro sitzt in Berlin-Mitte und wird von Stephan Exo-Kreischer geleitet.

## Geschichte
Die Ursprünge der Organisation beginnen im Jahr 2002 mit der Gründung der Organisation DATA, einer entwicklungspolitischen Lobbyorganisation, mit der ONE 2008 fusionierte.
Im Anschluss an ihre Aktivitäten im Rahmen der weltweiten Entschuldungsinitiative Jubilee 2000 – Drop the Debt, gründeten Bono, Bob Geldof, Bobby Shriver, Jamie Drummond und Lucy Matthew im Frühjahr 2002 die Lobbyorganisation DATA (Debt, Aids, Trade, Africa). DATA sollte den Druck auf die Regierungen der Industrieländer verstärken, damit sie ihren Beitrag im Kampf gegen extreme Armut in Afrika leisten. Dabei lag ein Schwerpunkt auf Schuldenerlass, der Bekämpfung von HIV/AIDS und der Reform unfairer Handelsregularien. DATA übersetzte sein Kürzel auch mit „democracy, accountability, transparency“ – also Demokratie, Rechenschaftspflicht und Transparenz. Denn die Bürger der von Armut betroffenen Länder sollten auch bei der Durchsetzung ihres Anspruchs auf den effektiven und transparenten Einsatz jeglicher Förderung unterstützt werden. In der Folge gründete DATA zunächst Büros in Washington, D.C. und London, um sich gegenüber politischen Entscheidern der G8-Staaten für die Ziele der Organisation einzusetzen. In Deutschland eröffnete DATA Anfang 2007 ein Büro in Berlin.
In den USA kamen 2004 DATA und zehn weitere führende Entwicklungsorganisationen (Bread for the World Institute, CARE USA, International Medical Corps, International Rescue Committee, Mercy Corps, Oxfam America, Plan USA, Save the Children, World Concern und World Vision United States) zusammen, um eine neue, überparteiliche Kampagnenorganisation zu gründen. Diese sollte vor allem die Öffentlichkeit für den Kampf gegen extreme Armut und vermeidbare Krankheiten mobilisieren. Ziel war zunächst, den Bemühungen gegen die Armut Afrikas im Vorfeld des G8-Gipfels von Gleneagles 2005 neuen Schub zu verleihen. Durch die enge Zusammenarbeit mit Bono und Bob Geldof war DATA mit daran beteiligt, die Live 8-Konzerte zu organisieren. Diesen Aktivitäten zusammen mit der Weltweiten Aktion gegen Armut wird eine wichtige Rolle im Aufbau politischen Drucks auf den G8-Gipfel im schottischen Gleneagles zugeschrieben. In Gleneagles verpflichteten sich die G7-Staaten erstmals zu Hilfszusagen in konkreter Höhe innerhalb eines konkreten Zeitrahmens, um die Millennium-Entwicklungsziele der Vereinten Nationen zu erreichen. Im Anschluss begann die Organisation die Herausgabe der jährlichen Studie "Der DATA Bericht", in der die Umsetzung der Hilfsversprechen der G7 an die Länder Afrikas kontinuierlich überprüft und nachgerechnet wurde.
2007 entschieden DATA und ONE, ihre komplementären Stärken (Lobbying und Kampagne) in eine gemeinsame, international agierende Organisation unter dem Namen ONE einzubringen. Die Fusion wurde 2008 formal vollzogen und DATA änderte in Deutschland seinen Namen im September desselben Jahres zu ONE.

### Deutschland
Das Deutschland-Büro wurde 2007 als Regionalstandort von DATA gegründet. Den Anlass dazu bot die deutsche G8-Präsidentschaft in jenem Jahr. Prominent unterstützt wurde die Gründung des Büros von Bob Geldof. In diesem Zusammenhang übernahm er für einen Tag die Chefredaktion der Bildzeitung, wobei er unter anderem Bundeskanzlerin Angela Merkel interviewte. Außerdem organisierte Geldof das Forum „Intellectual Live 8 für Afrika“. Beides geschah, um die Ziele von DATA in Deutschland bekannt zu machen. Die Veröffentlichung des DATA-Berichts in diesem Jahr wurde von Tobias Kahler moderiert und Persönlichkeiten wie Herbert Grönemeyer, Bob Geldof, Bono und Jamie Drummond waren präsent, um die mediale Aufmerksamkeit zu erhöhen. N-tv übertrug die Veröffentlichung live.

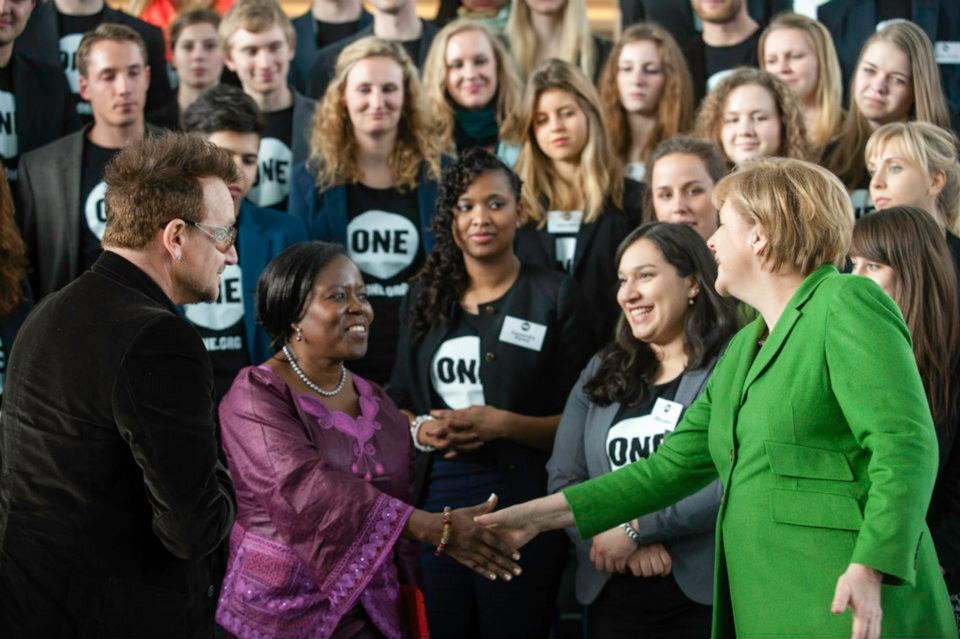
Bundeskanzlerin Angela Merkel empfängt ONE-Jugendbotschafter, ONE-Mitbegründer Bono und die ehemalige Afrika-Direktorin von ONE, Sipho Moyo

Im Jahr 2008 konzentrierte sich DATA in Deutschland vor allem darauf, dass die Zusagen, die beim G8-Gipfel im Vorjahr gemacht wurden, eingehalten werden. Die Kampagne „Nicht aufhören. Weitermachen!“ beinhaltete unter anderem einen offenen Brief an die Bundeskanzlerin, der neben internationalen Persönlichkeiten auch von bekannten deutschen Namen wie Udo Lindenberg, Frank Bsirske, Campino, Sabine Christiansen, Günter Grass, Eva Padberg, Anne-Sophie Mutter, Marius Müller-Westernhagen und Roger Willemsen unterzeichnet wurde.
2009 wurde DATA in ONE umbenannt. Die Kampagne „Be ONE of us“ sammelte Unterzeichner für den „Artikel ONE“. Ziel Kampagne war, die Regierung daran zu erinnern, ihre gemachten Versprechen gegenüber den Ärmsten der Welt einzuhalten. Das deutsche Engagement, insbesondere für Gesundheit, Landwirtschaft, Transparenz und Energie, müsse gestärkt werden. Campino, Bob Geldof und Cherno Jobatey haben die Kampagne gestartet und Prominente wie Bono, Michael Mittermeier, Jan Josef Liefers, Anna Loos, Minh-Khai Phan-Thi, Benno Fürmann und Katja Riemann haben sie unterstützt.
Das Stand 2016 in sechs Ländern eingeführte Jugendbotschafterprogramm der Organisation wurde im Jahr 2011 vom Berliner Team ins Leben gerufen. Unter dem Motto „Living Proof“ machten 20 Jugendbotschafter die Erfolge von Entwicklungszusammenarbeit in der Öffentlichkeit bekannt. Ein Höhepunkt des Programms war ein Treffen mit dem damaligen Bundespräsidenten und Schirmherren des Jugendbotschafter-Programms Christian Wulff, bei dem die Jugendlichen als Fürsprecher von Entwicklungszusammenarbeit auftraten. Außerdem setzte sich ONE dafür ein, dass der damalige Entwicklungsminister Dirk Niebel die deutschen Beiträge für den Globalen Fonds zur Bekämpfung von Aids, Malaria und Tuberkulose nicht kürzt.
2012 startete ONE die Kampagne „ONE Call“, die als besonders innovativ galt. Sie kam in die engere Auswahl für den Deutschen Preis für Onlinekommunikation. Dabei ging es darum, eine drohende Kürzung der deutschen Entwicklungshilfen abzuwenden und stattdessen eine Erhöhung durchzusetzen. Unterstützt wurde ONE dabei von bekannten Persönlichkeiten wie Benno Fürmann, Bob Geldof, Culcha Candela, Cherno Jobatey und Katja Riemann. Die Stars liehen ONE ihre Stimme, um Telefonnachrichten zu verbreiten. Dabei konnten sich Interessierte von den Prominenten anrufen und erklären lassen, warum sie die Kampagne mit ihrer Unterschrift unterstützen sollen.
2013, im Jahr der Bundestagswahl, startete ONE die preisgekrönte Kampagne „Ich schaue hin!“. Ziel war die Aufnahme starker entwicklungspolitischer Vorgaben in den Koalitionsvertrag, wozu sich die Organisation u. a. mit einem offenen Brief an die Koalitionäre wandte, der von etlichen prominenten Deutschen unterzeichnet wurde. Ein Treffen der 50 ONE-Jugendbotschafter mit Bundeskanzlerin Angela Merkel und ONE-Mitgründer Bono sowie ONEs damaliger Afrika-Direktorin Dr. Sipho Moyo, verschiedene PR-Aktionen und die Unterstützung vieler Prominenter wie Herbert Grönemeyer, Anna Loos, Rea Garvey, Tim Mälzer, Minh-Khai-Phan-Thi und anderen haben der Kampagne zu Bekanntheit und Erfolg verholfen.
Im Jahr 2014 startete die Organisation mit der Kampagne „ONE Vote“ einen Appell an die Europäische Union die Entwicklungszusammenarbeit nach der Europawahl in den Fokus zu nehmen und extreme Armut stärker zu bekämpfen. In dem Zusammenhang fand der „ONE-Summit“ in Brüssel statt, bei dem auch die deutschen Jugendbotschafter teilnahmen. Außerdem mobilisierte ONE mit einer internationalen Kampagne für schnellere und bessere Maßnahmen im Kampf gegen Ebola. ONEs „Ebola Response Tracker“ half dabei, Hilfszusagen nachzuverfolgen.
Bei der Wiederauffüllungskonferenz für die Impfallianz Gavi im Jahr 2015 wurde ONE in Deutschland insbesondere durch Maria Furtwängler und Bill Gates bei der Forderung unterstützt, die deutschen Zahlungen für die Allianz aufzustocken. Im Rahmen der G7-Kampagne „Mut2015“ ließ ONE bei verschiedenen G7-Veranstaltungen in Dresden, München und Garmisch-Partenkirchen sieben Heißluftballons mit den Gesichtern der G7-Staats- und Regierungschefs bis zu 10 Meter in die Höhe steigen. Damit forderte ONE „mehr als heiße Luft“ von dem Gipfeltreffen. Der Bericht „Armut ist sexistisch“, der aufzeigt, dass insbesondere Frauen unter extremer Armut leiden, wurde 2015 das erste Mal von ONE veröffentlicht. Die deutsche Kampagne dazu hieß #MUT2015 und forderte von den G7-Staaten mehr Engagement bei der Stärkung von Frauen in Entwicklungsländern.
2016 gab es eine Neuauflage des Berichts „Armut ist sexistisch“. Begleitet wurde die Veröffentlichung am Internationalen Frauentag von einem offenen Brief, in dem ONE die Forderung nach globaler Geschlechtergleichheit unterstrich und den neben internationalen Prominenten wie Melinda Gates und Elton John auch deutsche Unterstützer wie Anna Loos und Carolin Kebekus unterzeichneten.

## Arbeitsweise
ONEs Aktivitäten lassen sich in politische Arbeit, Öffentlichkeitsarbeit und wissenschaftliche Aktivitäten unterteilen. Als Interessenvertretungs- oder Lobbyorganisation für den Abbau struktureller Entwicklungshemmnisse hält die Organisation direkten Kontakt zu politischen Entscheidern wichtiger G7-Staaten. Dabei wirbt ONE gegenüber der Politik für den Ausbau nachweislich wirksamer Methoden zur Bekämpfung extremer Armut und vermeidbarer Krankheiten in den ärmsten Ländern der Welt. Ein Team entwicklungspolitischer Experten trägt diese Arbeit ebenso wie ein Beirat renommierter Wissenschaftler und afrikanischer Persönlichkeiten. ONE stützt sich zudem auf eine enge Zusammenarbeit mit den langjährigen Afrika-Aktivisten Bono und Bob Geldof sowie ein starkes Netzwerk entwicklungspolitisch interessierter Persönlichkeiten, was den Austausch auch mit sehr hochrangigen politischen Entscheidern ermöglicht.
Im Bereich Öffentlichkeitsarbeit bedient sich die Organisationen eines breiten Instrumentariums an Kampagnenaktivitäten und eröffnet Unterstützern Mitwirkungsmöglichkeiten, z. B. über die Teilnahme an Online-Petitionen, koordinierten Telefonaktionen oder anderen Aktivitäten, mit denen Druck auf politische Entscheider erzeugt werden soll. Nach eigenen Angaben hat die Organisation weltweit zwei Millionen freiwillige Unterstützer, die sich in dieser Weise engagieren. In den USA beschäftigt ONE zudem in vielen Teilen des Landes hauptamtliche Mitarbeiter, die regionale Grassrootsaktivitäten freiwilliger Unterstützer zur politischen Arbeit mit lokalen Kongressabgeordneten koordinieren.
Zur Unterstützung der politischen Arbeit erstellen die entwicklungspolitischen Experten der Organisation wissenschaftliche Studien oder geben diese in Auftrag. Wichtigste Studie der Organisation ist seit 2006 der jährliche DATA Bericht.
ONE ruft nicht öffentlich zu Spenden auf.

## Politische Forderungen
Ziel ist es, Staats- und Regierungschefs an gegebene Versprechen im Bereich Armutsbekämpfung zu erinnern, weshalb ONE eine starke politische Unterstützung der Millennium-Entwicklungsziele der Vereinten Nationen einfordert und sich gegenüber den Geberstaaten kontinuierlich dafür einsetzt, Entwicklungspolitik entsprechend der in Gleneagles zugesagten Höhe zu finanzieren. Die Organisation tritt weiterhin für Effizienzgewinne bestehender Entwicklungspolitik ein und fordert daher die Umsetzung der Pariserklärung bzw. unterstützt entsprechende Reformvorhaben auf Seiten der Geberstaaten. Thematische Schwerpunkte sind Gesundheit, Bildung und eine Reform des Welthandels, um strukturelle Nachteile der Entwicklungsländer abzubauen. Aufgrund der Geschichte der Organisation ist Schuldenerlass traditionell ein weiterer Schwerpunkt.
ONE betont auch Bemühungen um mehr Rechtsstaatlichkeit, Rechenschaftspflicht und Transparenz in den Entwicklungsländern, damit sichergestellt ist, dass Strategien zur Beseitigung von Armut nachhaltig umgesetzt werden.

## Bekannte Unterstützer
Neben den bekannten Afrika-Aktivisten Bono (U2) und Bob Geldof unterstützt eine große Zahl international bekannter Persönlichkeiten die Arbeit von ONE. So fungierte der Friedensnobelpreisträger und ehemalige südafrikanische Erzbischof Desmond Tutu als internationaler Schirmherr. In Deutschland setzen sich unter anderem Katja Riemann, Jan Josef Liefers, Benno Fürmann, Jana Pallaske, Michael Mittermeier, Carolin Kebekus,  Minh-Khai Phan-Thi, Rea Garvey, Luisa Neubauer und Cherno Jobatey für ONE ein. Die Organisation betont aber, keine Prominentenkampagne zu sein, sondern stark auf das Engagement der freiwilligen Unterstützer zu setzen.

## Kritik
Mitgründer Bono (U2) ist bereits häufiger in die Kritik geraten, weil er einen Teil seiner Einnahmen in den Niederlanden versteuert statt in Irland, wo er wohnt. Dadurch bezahlt er nur einen Bruchteil der irischen Steuern, fordert aber gleichzeitig im Rahmen von ONE die Industriestaaten wie Irland zur Erhöhung ihrer durch Steuermittel finanzierten Entwicklungshilfe auf.